# 労働人民進歩党
労働人民進歩党（ろうどうじんみんしんぽとう）は、キプロス（南キプロス、ギリシャ系キプロス）の政党。共産主義、マルクス・レーニン主義を掲げる左翼政党。非武装中立なキプロスの建設を目標とし、欧州連合（EU）との関係強化や、北キプロス・トルコ共和国（トルコ系キプロス）との連邦制に基づく統合を支持している。略称は「AKEL」。

## 党名
- ギリシャ語では Ανορθωτικό Κόμμα Εργαζόμενου Λαού、略称 Α.Κ.Ε.Λ.。
- トルコ語では Emekçi Halkın İlerici Partisi。
- 英語では Progressive Party of Working People。
- 本項での略称は、ギリシャ語のΑ.Κ.Ε.Λ.のローマ字転写として他言語版でも広く使われているAKELを使用する。

## 結党と独立運動
1926年8月15日、キプロス人共産主義者たちによりキプロス共産党として設立された。これは単にイギリスの植民地支配による搾取に対する闘争だけにとどまらず、究極的には植民地支配からの解放・独立を目標としたものだった。1931年、植民地政府はキプロス人の民族主義的暴動を契機に、キプロス人の市民権を制限するようになり、キプロス共産党も非合法化された。以後、キプロス共産党は地下活動を余儀なくされたが、1941年には他の共産主義グループと共に労働人民進歩党（AKEL）を設立した。
非合法化されているにもかかわらず、AKELは1943年に初めて実施された地方首長選に候補者を出し、リマソール市長とファマグスタ市長のポストを獲得した。しかし1948年頃からエノシスと呼ばれる、キプロスのギリシャ帰属を求める運動が過熱し、反英運動を繰り広げた。その指導者マカリオス3世は、正教会の権威を回復すべく、AKELをはじめとする共産主義運動をも駆逐しようとしていた。これまでの共産主義者はエノシスに反対していたが、AKELは取り立てて反対してはいなかった。
AKELは漸進的にキプロスを独立へ導く事に主眼を置き、当面は植民地統治下で独自憲法と自治政府を持つことを目標としていた。だが1949年の諮問議会でキプロス人議員にとって許容できるような憲法案が採択されなかったことを契機に、AKELは急進派に転じる。これまでの段階的な独立という政策を放棄し、即座にエノシスを実現するよう主張し始めたのである。

## EOKA、TMTによる攻勢
1950年代後半のキプロスでは、反英闘争の嵐が吹き荒れていた。イギリスは戦略的に極めて重要な位置にあるキプロスの独立も、ギリシャへの譲渡も認めなかった。そんな中、テロリズムに訴えてでもエノシスを実現しようとしたのが、キプロス闘争民族組織（EOKA）と呼ばれるギリシャ系キプロス人武装勢力である。EOKAは植民地政府のほか、EOKAのテロ路線を容認しないAKELを「イギリスに協力した裏切り者」と決め付け、AKELにすら攻撃の矛先を向けた。1955年までAKEL自体、植民地政府により非合法化されていたにもかかわらず、である。AKEL党員およびその支持者はEOKAにより危険にさらされ、実際に殺害された者もいた。AKELは、EOKAはもはやエノシスではなく反共主義運動を目的としている、と糾弾した。
また1958年頃から、トルコ・レジスタンス機構（TMT）と呼ばれるトルコ系キプロス人の民族主義集団も、AKELに対して攻勢に出た。AKEL内のトルコ系キプロス人党員に対し、AKELを離党しTMTへ加入するよう強制したのである。その指導者は、後に北キプロス・トルコ共和国を建国しキプロス島を南北に分断する一因となったラウフ・デンクタシュであった。その強制に従わなかったトルコ系キプロス人も、TMTにより殺害されている。
EOKA、TMTによる攻撃で大きな打撃を受けたAKELは、キプロス独立をイギリスがようやく容認したにもかかわらず、独立交渉に加わることが出来なかった。結局、エノシスが実現することはなかったものの、1960年にキプロスは独立。マカリオス3世が初代大統領に就任し、共産主義勢力に圧力をかけ続け、AKELの勢力は低迷期に入ることとなる。その後も左翼の最大政党として一定の影響力を持ち続けたものの、1970年代半ばまで、TMTによりAKEL中央委員会のトルコ系キプロス人委員が殺害されるなど、攻撃は受け続けた。

## 躍進、政権与党へ
1974年のクーデターを契機にトルコ軍が上陸してからは事実上の南北分裂によりトルコ系キプロス人のほとんどが北キプロスに移ったため、TMTは解散。AKELが物理的に攻撃される事態は激減した（EOKAは独立前年の1959年に解散している）。ようやく党勢拡大に本腰を入れられるようになったAKELは、1988年にディミトリス・フリストフィアスを総書記に据え、1990年代より勢力を伸ばし始め、1991年、1996年の総選挙では議会第2党、そして2001年、2006年の総選挙では議会第1党に躍り出た。2001年の総選挙後、AKEL総書記フリストフィアスが国会議長に選出されるなど、有力政党としての地位を高めていった。
そして2008年2月の大統領選挙でAKEL候補フリストフィアスが当選。共産系候補が民主的な選挙で政権をとる、欧州では異例の事態となった。現在、キプロスはEU加盟を実現し、それまでオブザーバー参加だった欧州左翼党に正式加盟している。共産党系の政党でありながら、キプロスを一党独裁に基づく社会主義国にすることはなく、市場経済と複数政党制を堅持している。北キプロスでも長期政権を率いたデンクタシュが退き、後任大統領にキプロス再統合派のメフメト・アリ・タラートが就任。南北共にキプロス再統合派が政権をとる状態となった。
2009年1月、フリストフィアスが総書記を退き、後任にアンドロス・キプリアヌが選出された。
2013年の大統領選挙では、中道右派政党の民主運動党のニコス・アナスタシアディスに敗れる。2018年の大統領選挙では、マラス元保健相を擁立するものの再びニコス・アナスタシアディスに敗れている。